# Monéteau
Monéteau est une commune française située dans le département de l'Yonne en région Bourgogne-Franche-Comté. Ses habitants sont appelés les Monestésiens.

## Géographie
Monéteau fait partie de l'agglomération d'Auxerre, dont elle est la deuxième commune la plus importante après la commune centre.

### Réseau routier
L'autoroute A6 traverse le nord de la commune dans le sens est-ouest ; la route nationale 6 sert de limite ouest de la commune ; et la rocade d'Auxerre est à moins de 800 m au sud de la commune. Sa position de carrefour entre ces trois axes importants lui permet d'avoir des surfaces commerciales et industrielles importantes.

### Communes limitrophes
Les communes limitrophes sont  Appoigny, Auxerre, Gurgy, Héry, Perrigny et Villeneuve-Saint-Salves.

### Climat
Pour des articles plus généraux, voir Climat de la Bourgogne-Franche-Comté et Climat de l'Yonne.
En 2010, le climat de la commune est de type climat océanique dégradé des plaines du Centre et du Nord, selon une étude du Centre national de la recherche scientifique s'appuyant sur une série de données couvrant la période 1971-2000. En 2020, Météo-France publie une typologie des climats de la France métropolitaine dans laquelle la commune est exposée à un climat océanique altéré et est dans la région climatique  Lorraine, plateau de Langres, Morvan, caractérisée par un hiver rude (1,5 °C), des vents modérés et des brouillards fréquents en automne et hiver. 
Pour la période 1971-2000, la température annuelle moyenne est de 10,6 °C, avec une amplitude thermique annuelle de 15,7 °C. Le cumul annuel moyen de précipitations est de 737 mm, avec 12 jours de précipitations en janvier et 7,8 jours en juillet. Pour la période 1991-2020, la température moyenne annuelle observée sur la station météorologique de Météo-France la plus proche, « Ligny-le-Châtel », sur la commune de Ligny-le-Châtel à 15 km à vol d'oiseau, est de 11,5 °C et le cumul annuel moyen de précipitations est de 772,9 mm. 
La température maximale relevée sur cette station est de 40,7 °C, atteinte le 7 août 2003 ; la température minimale est de −22 °C, atteinte le 16 janvier 1985,,. 
Les paramètres climatiques de la commune ont été estimés pour le milieu du siècle (2041-2070) selon différents scénarios d'émission de gaz à effet de serre à partir des nouvelles projections climatiques de référence DRIAS-2020. Ils sont consultables sur un site dédié publié par Météo-France en novembre 2022.

## Urbanisme

### Typologie
Au 1er janvier 2024, Monéteau est catégorisée bourg rural, selon la nouvelle grille communale de densité à sept niveaux définie par l'Insee en 2022.
Elle appartient à l'unité urbaine d'Auxerre, une agglomération intra-départementale regroupant trois  communes, dont elle est une commune de la banlieue,,. Par ailleurs la commune fait partie de l'aire d'attraction d'Auxerre, dont elle est une commune de la couronne,. Cette aire, qui regroupe 104 communes, est catégorisée dans les aires de 50 000 à moins de 200 000 habitants,.

### Occupation des sols
L'occupation des sols de la commune, telle qu'elle ressort de la base de données européenne d’occupation biophysique des sols Corine Land Cover (CLC), est marquée par l'importance des territoires agricoles (44,1 % en 2018), en diminution par rapport à 1990 (50,7 %). La répartition détaillée en 2018 est la suivante : 
forêts (35,9 %), terres arables (29,2 %), zones urbanisées (10,5 %), prairies (9,6 %), zones industrielles ou commerciales et réseaux de communication (9,5 %), zones agricoles hétérogènes (5,2 %). L'évolution de l’occupation des sols de la commune et de ses infrastructures peut être observée sur les différentes représentations cartographiques du territoire : la carte de Cassini (XVIIIe siècle), la carte d'état-major (1820-1866) et les cartes ou photos aériennes de l'IGN pour la période actuelle (1950 à aujourd'hui).

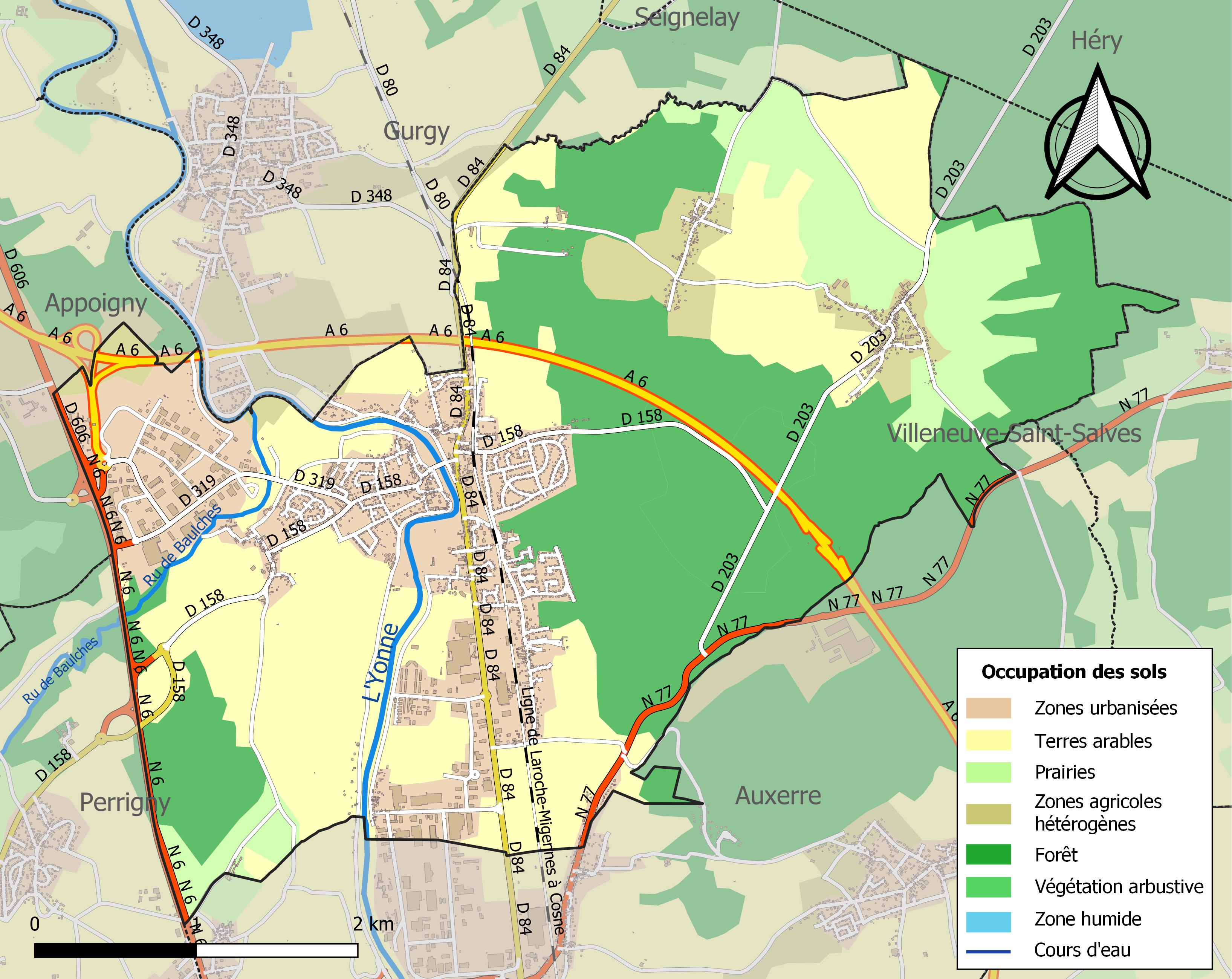
Carte des infrastructures et de l'occupation des sols de la commune en 2018 (CLC).

## Histoire
Le site de Macherin, lieu-dit près de Sommeville du le long du ru de Baulche, à  a été occupé du Néolithique à l'époque romaine. La première époque est bien représentée (maisons, structures funéraires, nécropole et enceinte...),.
La nécropole du Néolithique est composée de trois noyaux et contient plusieurs types de tombes, démontrant la coexistence de systèmes étrangers les uns aux autres. C'est la première nécropole chasséenne fouillée dans le bassin parisien (début des fouilles en 1999). On y a trouvé une moule d’eau douce biforée, une lame et des chutes de burin. 

Deux ou trois sépultures sont de type Balloy, présent dans plusieurs nécropoles du bassin parisien. Mais c'est la première nécropole de cette région ayant livré des sépultures à coffre (une quinzaine), présentes dans chacun des trois noyaux ; les coffres y sont orientés sud-est/nord-ouest. La nécropole des Noisats à Gurgy en possède également, et celle du Poirier à Bonnard en a une aussi. Certains corps des sépultures à coffre portent des bijoux : bracelet pour l'un, pendeloque près du cou pour un autre. S'y trouvent aussi des objets en pierre proches de ceux trouvés dans les tombes de type Balloy : lames, armatures de flèches tranchantes, quelques tranchets, divers éclats bruts. Certaines de ces pièces ont été trouvées dans la base du comblement. 

Leur remplissage contient aussi des pièces de céramique, notamment des coupes carénées trouvées sous forme de portions de vases ou de tessons. Sauf pour une tombe où ces vestiges de céramique se trouvent contre la paroi de la fosse, à l’extérieur de l’espace du coffre, ces tessons sont au-dessus des pieds ou des jambes, à quelques centimètres au-dessus du niveau du corps ou au contact des os (il est de même pour la tombe à coffre du Poirier à Bonnard). D'autres fragments se trouvaient plus près de la surface et les pièces ont été détruites par les labours. 

On y trouve aussi des tombes en fosses étroites couvertes, orientées sud. Une seule de ces tombes contient un vase, sous forme d'une bouteille complète disposée sur son assise derrière la tête du sujet.
En 1820 sont découverts immédiatement au sud de Sommeville trois vases en terre remplis de monnaies, principalement de Dioclétien (244 - 311).

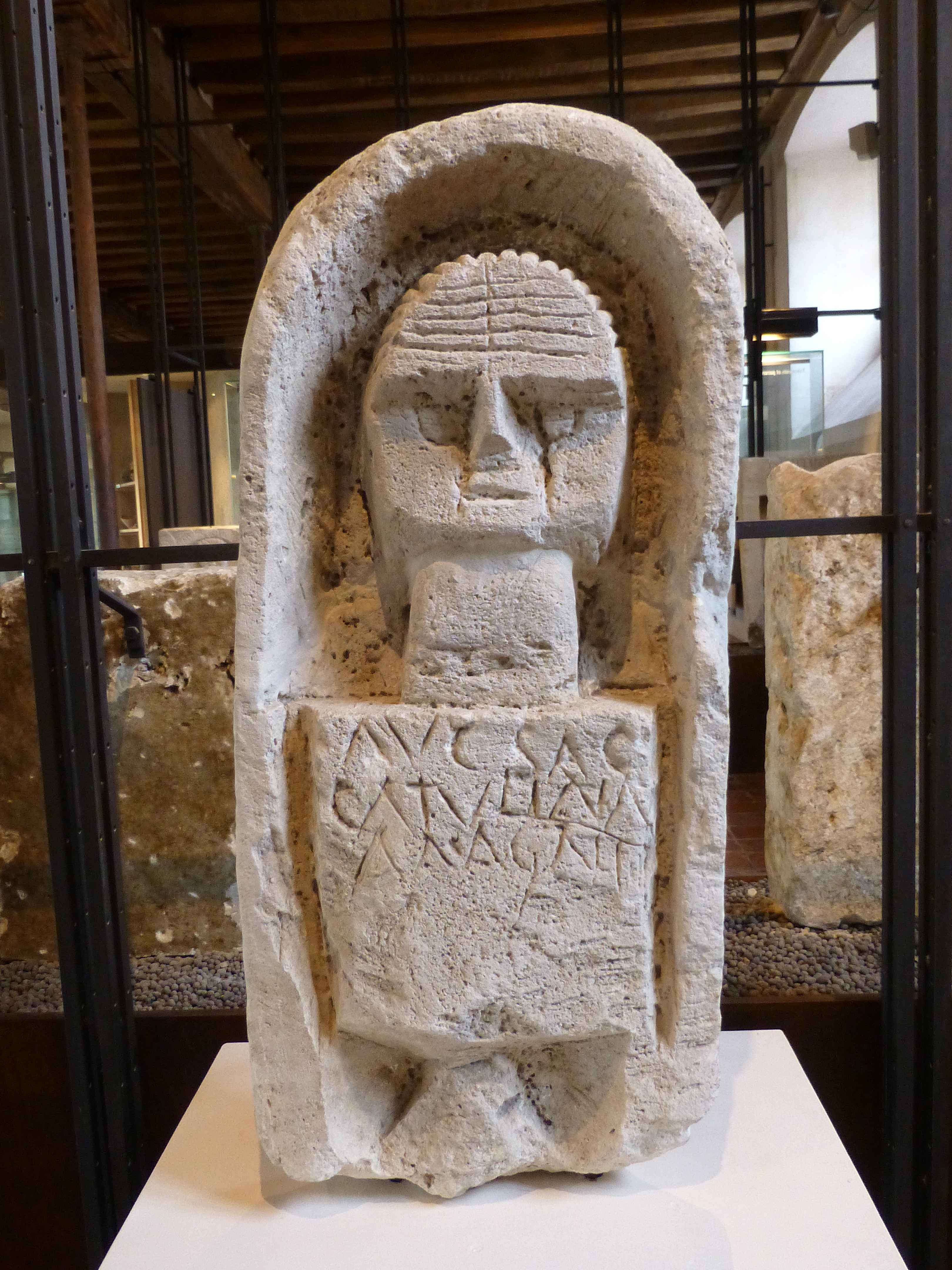
Stèle funéraire gallo-romaine trouvée en 1956 à Sougères-sur-Sinotte (abbaye Saint-Germain d'Auxerre)

La base aérienne 177 d'Auxerre était pour partie implantée dans cette commune, de 1930 à 1970.

## Politique et administration
La commune est membre de la Communauté de l'Auxerrois.

### Liste des maires
| Période                                  | Période        | Identité         | Étiquette             | Qualité |
| ---------------------------------------- | -------------- | ---------------- | --------------------- | --- |
| 1935                                     | 1959           | Georges Thévenin |                       | |
| mars 1959                                | mars 1965      | Roger Rimbert    |                       | |
| mars 1965                                | juin 1995      | François Babay   | DVD                   | Entrepreneur en maçonnerie Conseiller général du canton d'Auxerre-Nord (1998 → 2015) |
| juin 1995                                | 4 juillet 2020 | Robert Bideau    | DVD puis UMP puis UDI | Retraité Conseiller général du canton d'Auxerre-Nord (1998 → 2015) Conseiller départemental du canton d'Auxerre-2 (2015 → 2021) 3e vice-président du conseil départemental de l'Yonne (2015 → 2021) Vice-président de la CA de l'Auxerrois |
| 4 juillet 2020                           | En cours       | Arminda Guiblain | DVD                   | 3e vice-présidente de la CA de l'Auxerrois (2020 → ), conseillère départementale depuis 2021 |
| Les données manquantes sont à compléter. |                |                  |                       | |

## Démographie
L'évolution du nombre d'habitants est connue à travers les recensements de la population effectués dans la commune depuis 1793. Pour les communes de moins de 10 000 habitants, une enquête de recensement portant sur toute la population est réalisée tous les cinq ans, les populations de référence des années intermédiaires étant quant à elles estimées par interpolation ou extrapolation. Pour la commune, le premier recensement exhaustif entrant dans le cadre du nouveau dispositif a été réalisé en 2007.

En 2022, la commune comptait 4 113 habitants, en évolution de +3,11 % par rapport à 2016 (Yonne : −1,95 %, France hors Mayotte : +2,11 %).
| 1793 | 1800 | 1806 | 1821 | 1831 | 1836 | 1841 | 1846 | 1851 |
| ---- | ---- | ---- | ---- | ---- | ---- | ---- | ---- | ---- |
| 440  | 500  | 506  | 586  | 637  | 650  | 654  | 718  | 786  |

| 1856 | 1861 | 1866 | 1872 | 1876 | 1881 | 1886 | 1891 | 1896 |
| ---- | ---- | ---- | ---- | ---- | ---- | ---- | ---- | ---- |
| 885  | 988  | 921  | 869  | 774  | 821  | 875  | 816  | 759  |

| 1901 | 1906 | 1911 | 1921 | 1926 | 1931 | 1936 | 1946  | 1954  |
| ---- | ---- | ---- | ---- | ---- | ---- | ---- | ----- | ----- |
| 747  | 776  | 737  | 739  | 754  | 790  | 827  | 1 119 | 1 960 |

| 1962  | 1968  | 1975  | 1982  | 1990  | 1999  | 2006  | 2007  | 2012  |
| ----- | ----- | ----- | ----- | ----- | ----- | ----- | ----- | ----- |
| 1 364 | 1 734 | 2 869 | 3 821 | 4 239 | 4 226 | 3 898 | 3 826 | 3 999 |

| 2017  | 2022  | - | - | - | - | - | - | - |
| ----- | ----- | - | - | - | - | - | - | - |
| 3 985 | 4 113 | - | - | - | - | - | - | - |

## Économie
Monéteau possède une zone industrielle et une zone commerciale desquelles la commune tire de substantifs revenus par rapport à sa taille en nombre d'habitants.
HMY France, spécialiste de l'aménagement de surfaces de vente, siège sur la commune.

## Lieux et monuments
- Site archéologique « Sur Macherin »[15],[16], groupe culturel de Villeneuve-Saint-Germain, Néolithique ancien.
- Église Saint-Cyr du XIIe siècle
- Le pont Gustave Eiffel, pont métallique construit en 1909-1913, inscrit aux monuments historiques depuis 2012
- Le château Colbert
- Le pont de pierre, sur le ru de Baulche à la limite communale avec Perrigny, classé monument historique depuis 1947
- La villa Montmorency, transformée en bibliothèque-médiathèque en 2001.

Les ponts de Monéteau
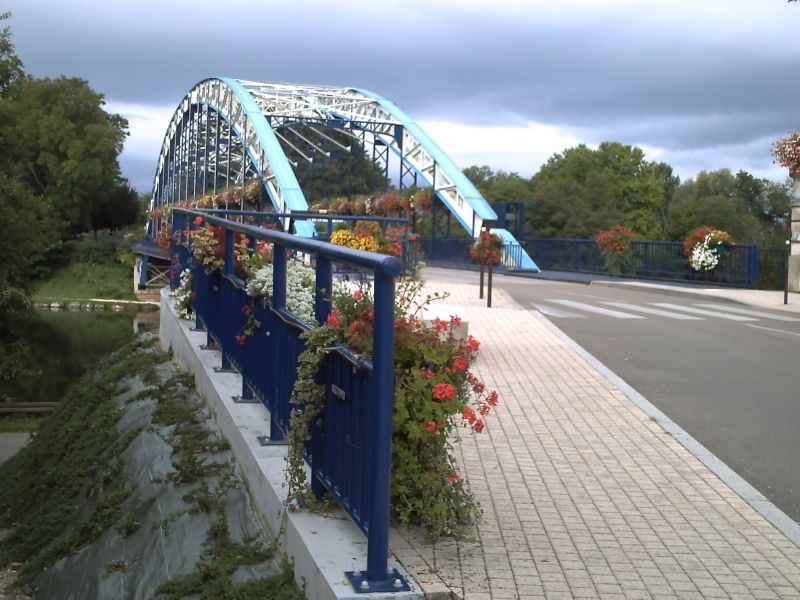
Pont Gustave Eiffel de la rue de Sommeville (D158)
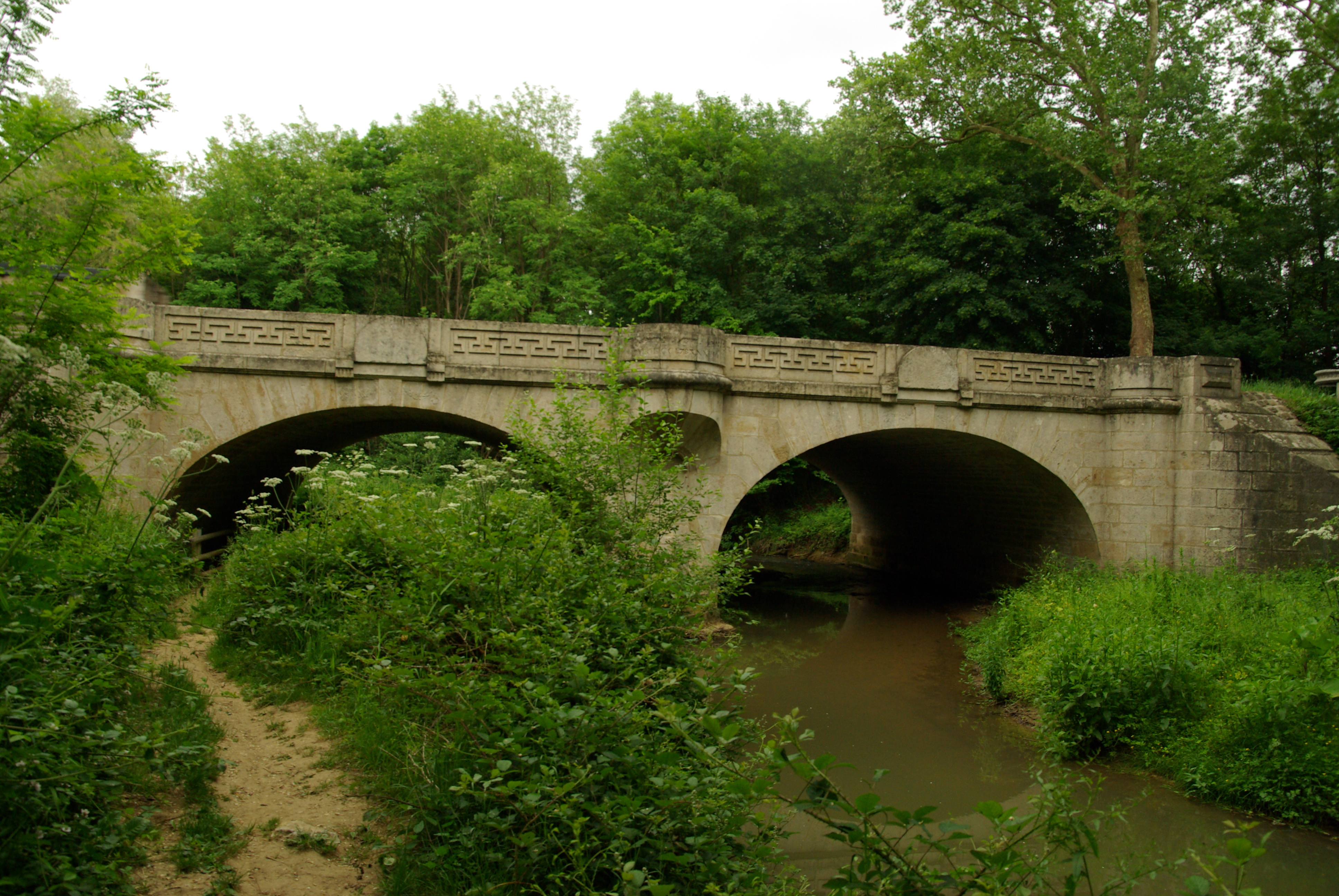
Le pont de pierre sur la N6, enjambant le ru de Baulche

## Personnalités liées à la commune
- La famille Colbert, dont la commune a repris les armoiries
- Denis Fernand Py (1887-1949), sculpteur, avait installé son atelier à Monéteau

## Jumelages
En septembre 2012 ou 2013, le comité de jumelage de Monéteau-Sougères fêtait le vingtième anniversaire du jumelage de Monéteau avec  Föhren (Allemagne).

## Associations
Une cinquantaine d'associations proposent de nombreuses activités tant sur le plan sportif que culturel :

### Associations sportives
- AJA Sports de Glace (Hockey)
- AGA (golf)
- AJM (semi-marathon)
- Association Tennistique Monestésienne, equipe en niveau nationale 2
- Figure Libre (patinage au Cyber Glace)
- Bowling Club Monéteau Auxerre
- Les Aigles (bowling)
- Football Club de Monéteau
- La Traversée (danse traditionnelle)
- Moto Sports Nature (randos, motos)
- Les Amis de la Nature (randos, sumikiri)
- Gymnastique douce et entretien
- l'USCM (Union sportive et culturelle de Monéteau) composée de diverses sections: basket-ball, cyclotourisme, école multisports, escrime[29], gymnastique volontaire, Infini'danse, judo, musculation, pétanque, tir à l'arc, volley-ball, yoga, badminton...

### Associations culturelles
- Amicale du Personnel Communal
- ANICOM (Festilivres, fête de la peinture…)
- les chasseurs de Monéteau
- Émergence (art et psychanalyse)
- les chasseurs de Sougères
- Évasion musicale
- Centre de Loisirs
- Les saltimbanques (théâtre et sketchs)
- Club « Questions Pour Un Champion »
- Comité de jumelage
- Sauveteurs et secouristes de Monéteau et de l'Auxerrois
- Patchwork et broderie
- La joie de vivre
- Comité des Fêtes
- Association musicale de Monéteau (École de Musique et chorales des Mélodies, Roudoudous et Z'Ados)
- l'USCM (Union sportive et culturelle de Monéteau) propose couture, peinture sur tissu, radio Club F5KCC...
- Zinalila (association franco-marocaine ayant pour but d'accomplir des actions humanitaires, elle propose également des manifestations sportives et culturelles)

Il existe également des associations à caractère « social » ou « environnemental » : Association de défense du Thureau, Aide à Domicile en Milieu Rural, FNACA, Halte-garderie Igloo (à partir de 3 mois), Mieux vivre à Monéteau, Secours Catholique.
- Ville fleurie : quatre fleurs.

## Pour approfondir